# Now You See Me: Jaful Perfect 2
Now You See Me: Jaful Perfect 2 (titlu original: Now You See Me 2) este un  film american lansat în 2016, regizat de Jon Chu. Este continuarea primului film Now You See Me din  2013 și al doilea film din seria de filme Now You See Me.